# Stefan Baretzki
Stefan Baretzki (także Stephan Baretzki) (ur. 24 marca 1919, zm. 21 czerwca 1988) – zbrodniarz hitlerowski, członek załogi niemieckiego obozu koncentracyjnego – Auschwitz-Birkenau oraz SS-Rottenführer.

## Życiorys
Urodzony w Czerniowcach w (rumuńskiej Besarabii). Z zawodu był maszynistą. W ramach porozumienia zawartego pomiędzy ZSRR a III Rzeszą został jako volksdeutsch przesiedlony do III Rzeszy do Wrocławia w ramach akcji przesiedleńczej Heim ins Reich. Jesienią 1942 roku został powołany do Waffen-SS w Oświęcimiu i przydzielony do obozu Auschwitz-Birkenau, gdzie początkowo pełnił funkcję posłańca, a następnie awansował na Blockführera (szefa bloku więźniarskiego). Pełnił tę funkcję w męskim obozie w Brzezince (Auschwitz II-Birkenau).
Baretzki zasłynął jako jeden z najbardziej okrutnych członków personelu SS w Oświęcimiu. Jego działalność nie ograniczała się do nadzorowania podległych mu więźniów. Bardzo aktywnie uczestniczył w eksterminacji Żydów w komorach gazowych Birkenau. Brał udział w rozładowywaniu transportów na rampie, a następnie nadzorował wprowadzanie ofiar do komór gazowych, wykazując się przy tym gorliwością i okrucieństwem. Niezależnie od tego był prawdziwym postrachem więźniów, których najczęściej katował kijem (nierzadko na śmierć), z którym nigdy się nie rozstawał. Urządzał makabryczne zabawy, których ofiarami padali więźniowie (rozkazał polskiemu więźniowi walczyć z rosyjskim, a gdy Polak odmówił, Baretzki zatłukł go kijem na śmierć).

### Po wojnie
6 maja 1945 znalazł się w alianckiej niewoli, ale zwolniono go z niej już w sierpniu tego roku. Następnie pracował w Plaidt w RFN jako robotnik w składzie węgla, aż do aresztowania w kwietniu 1960. W akcie oskarżenia prokuratura zachodnioniemiecka zawarła opis niezliczonych zbrodni Baretzkiego (m.in. zamordowanie kijem matki nowo narodzonego dziecka, a następnie kopanie niemowlaka niczym piłki). W drugim procesie oświęcimskim sąd we Frankfurcie nad Menem skazał go 19 sierpnia 1965 na dożywocie plus dodatkowe 8 lat pozbawienia wolności. W 1988 popełnił samobójstwo podczas przebywania w szpitalu w Bad Nauheim, do którego czasowo został skierowany z więzienia w związku z ciężką chorobą.